# Dos otoños en París
Dos otoños en París es una película de la directora venezolana Gibelys Coronado, fue estrenada comercialmente en Venezuela el 2 de septiembre de 2021.
El estreno en festivales de la cinta tuvo lugar en el Festival de Cine de Bogotá, el 16 de octubre de 2019. La película fue exhibida por primera vez en Venezuela, en la rueda de prensa de Miradas Diversas – 1.er Festival de Cine de Derechos Humanos, el 27 de noviembre de 2019. Fue presentada en la ceremonia de inauguración del Festival Internacional de Cine de Guayaquil, el 19 de septiembre de 2020. La película obtuvo el premio en la categoría de mejor música en la edición de 2022 de los Premios de la Academia de Ciencias y Artes Cinematográficas de Venezuela (ACACV).

## Sinopsis
La película narra la historia de amor de María Teresa y Antonio cuando eran jóvenes. Muchos años después de aquel encuentro, es otoño nuevamente y Antonio regresa a París invitado a dar una conferencia sobre derechos humanos. En el trayecto del aeropuerto al salón de eventos, Antonio reconstruye momento a momento la historia de amor que vivió cuando era joven con la bella María Teresa, una joven paraguaya refugiada política que escapó de su país para salvarse de la represión criminal de la dictadura del sanguinario general Alfredo Stroessner. En Paraguay, María Teresa era miembro de un grupo político de estudiantes universitarios opuesto a la dictadura, motivo por el cual fue detenida y torturada hasta ser rescatada por las monjas que la ayudan a inmigrar a Francia en condición de refugiada.  Los jóvenes enamorados deciden vivir juntos,  lo que transforma a Antonio, sin que María Teresa abandone la lucha por la libertad de Paraguay, debiendo decidir entre este nuevo amor pasional y su país.

## Reparto
- María Teresa: María Antonieta Hidalgo
- Antonio Adulto: Francisco Villarroel
- Antonio Joven: Slavko Sorman
- Embajador: Raúl Amundaray
- Oswaldo: Juan Andrés Belgrave
- Alexander: Calique Peréz
- Madre de Antonio: Sonia Villamizar
- Don Manuel: Alberto Rowinski
- Pedro: Edison Boorosky